# 砂の城
『砂の城』（すなのしろ）は、一条ゆかり原作の漫画。『りぼん』1977年7月号から1979年7月まで、および1980年9月号から1981年11月号まで掲載された。最初の連載時は、ほぼ毎号4色カラー4ページ（うち見開き扉2ページ）を確保していた。
1997年6月30日から10月3日まで、東海テレビ・フジテレビ系列で日本の昭和に物語の舞台を移したテレビドラマ（昼ドラマ）が放送された（詳細は下記の#テレビドラマを参照）。

## 概要
フランスを舞台にした長編漫画で、ナタリーとフランシスの禁じられた恋愛と、その周囲の複雑な心情を描く。
『砂の城』というタイトルの由来、製作の経緯は、2025年2月13日付の日経新聞「私の履歴書」で詳しく掲載された。作中でナタリーの「人生なんて、砂の城のような（壊れやすく脆い）ものなのかもしれないわね…」という台詞がある。

## あらすじ
1944年春、フランスの裕福な家庭に生まれたナタリーと、彼女の誕生日に4歳で屋敷の前に捨てられたフランシスは、兄妹同然に育てられ、やがて2人は惹かれ合う。はじめは強く2人の交際に反対していたナタリーの父親も交際を公認するが、3年にわたって家を離れて学業を修めたフランシスの帰省直後、両親2人が事故で帰らぬ人となる。後を任された叔母の強硬な反対に2人は死を決意し、絶壁から飛び降りてしまう…。奇跡的に救助されたナタリーが、行方不明となったフランシスの面影を胸に学生生活を送っていたある日、彼を見かけたとの噂を聞く。ナタリーが訪ねてみると、記憶をなくしたフランシスは結婚し、男の子が生まれていた。フランシスはナタリーを見て記憶を取り戻すが、その直後に交通事故で帰らぬ人となり、彼の妻も後を追う。残された子に「フランシス」という名前をつけて引き取るナタリー。やがて、青春時代を迎えたフランシスはナタリーを意識し始め、そしてナタリーもまた……。

## 登場人物

### 主要人物
ナタリー・ローム
本作の主人公。裕福な家庭に一人娘として生まれた。幼少～少女時代を共に過ごし、物心ついた頃から常に一緒だったフランシスとは次第に惹かれ合い、恋人関係になる。しかし、度重なる数奇な運命により幾度も引き離されては再会を繰り返すも、最終的にはフランシスが事故で亡くなったことにより今生の別れを経験する。成人後は小説・童話作家としての才覚を見せ始め、賞を取るほど大成する。容姿端麗かつ才色兼備であり、作中では多くの男性から求められるも、フランシスへの一途な愛を貫き通す。
マルコ・ドベルジュ/フランシス・ドベルジュ（二代目）
フランシスの実子。幼い頃に両親であるフランシスとジョルゼが亡くなり、身寄りが無かったためナタリーに引き取られる。顔はフランシスに似ているが、髪は母親譲りの金髪。フランシスの面影を残しているため、ナタリーからは「フランシス」と改名し、育てられた。絵画の才能があり、ランベールの薦めで名門ヴァン・ロゼ校に進学する。ナタリーとは17歳の歳の差である。当初はナタリーを母親のように慕っていたが、次第に一人の女性として愛するようになる。

### ナタリーをとりまく人物
エレーヌ・オーモン
ナタリーの学生時代からの同級生かつ親友であり、良き理解者。明朗快活でしっかり者。ナタリーを時に叱咤し、励ます。編集の仕事をしている。ヴォージュに惹かれるも失恋し、傷心の際にミッシェルに慰められたことをきっかけに結婚。やがて、一人娘・エディットを産む。
ロベール・ブリュエ
エレーヌの上司。ナタリーの童話を出版している出版社の編集長。彼女の才能を見いだしデビューさせた。ナタリーに好意を寄せており、思いを打ち明けるが、ナタリーの思いを尊重し、身を引く。その後もなにかと力になっている。
ミッシェル
ロベールの友人で、ヴォージュの甥。精神科医で、マダム・クレールの主治医だった。専門は精神科医だが、幼いフランシスがはしかを患った時に適切な治療を施している。長髪で眼鏡をかけている。プレイボーイだったが、のちにエレーヌと結婚する。
ヴォージュ・ド・ランベール
画家であり、ヴァン・ロゼ校で美術教師をしている。学生時代にドイツ人のフローリア・ドベルジュと恋仲になったが、父親に反対され、フローリアが密かに身を引いたため失恋する。実情を知らず、裏切られたと思っていたが、彼女を忘れられず、フローリアをモチーフにした絵を描き続け、独身を貫いている。 絵画の才能があるフランシスをとても可愛がっていた。後に、彼が実の孫であると知る。
シフォンヌ・シャブローニュ
社交界の女王で、ヴォージュの元婚約者だった。こっぴどく振られたあとも、ヴォージュと大人のつきあいをしている。作家協会のスポンサーのひとり。ナタリーにアメリカ行きを勧めた。
ジェフ・ハワード
アメリカのテレビ局H.B.Cの社長。ナタリーのスポンサー。ジェラルディと結婚しているが、彼女の家柄とつり合う人間になるために仕事に邁進しているうちにすれ違い、別居に至った。在米中のナタリーと懇意にしていて、同棲しようと激しくアプローチしていたが、ナタリーに妻の元へ戻るよう諭され、ジェラルディの元へ戻った。
ジル・カーター
ジェフの女性秘書。アメリカでのナタリーの生活を支えるよい友人となった。

### フランシスをとりまく人物
フェラン・クレール
札付きの不良だが、フェンシングの学生チャンピオンかつ学業優秀で、絵画が得意。ヴァン・ロゼ校の寮で、フランシスと同室になる。当初は衝突が絶えなかったが、弟・ジュリアスに面影の似た彼の素直さに救われ、更生する。フランシスへの思いが、友人としてから愛情へ変わり、その思いを胸に秘めている。 のちにナタリーとも友人のように親しくなる。
エビアン・ココ
ヴァン・ロゼ校の生徒で、副寮長。ミルフィーヌの兄。フランシスの友人。
妹を可愛がりつつも間違いには諭すしっかりした性格。娘に甘い両親には辟易している。
ミルフィーヌ・ココ
エビアンの妹。愛称は「ミルフィ」。愛くるしい容姿をしており、ヴァン・ロゼ校のアイドル的存在。
フランシスに恋心を抱く。ナタリーには憧れを抱くと同時に、次第にフランシスを巡ってライバル心が芽生えるようになる。自己中心的で我儘な性格をしており、その強引さでナタリーとフランシスをはじめ周囲を振り回す。
エドウィン・シュナイダー
ヴァン・ロゼ校で寮長を務めている優等生。母であるアンジェラがフェランの父親の愛人だったことが分かり、フェランと異父兄弟だと思い悩んでいた。後にアンジェラと共にイギリスに移住する。
レミ・クロード
ヴァン・ロゼ校でのフランシスの同級生。快活な性格。
アンリ・マチュー
ヴァン・ロゼ校の生徒で、フェランとは元同室で、とばっちりを受けて何度も反省室行きになったために、彼を恨んでいる。感情的で私情で動く事が多く、エビアンの判断によって室の班長を解任になった。
ロジェ・アントン
ヴァン・ロゼ校での校医。フランシスの父と学生時代に首席争いをしていた秀才。当時はナタリーとの仲をやっかみフランシスの父とケンカをしていたが、今では申し訳なく思っていることをフランシスに話していた。

### ローム家
ローム夫妻
ナタリーの両親。一人娘のナタリーを大切にしている。母親のセラフィーヌはフランシスとナタリーの仲を温かく見守っていた。父親はナタリーを溺愛しており、当初はフランシスとの交際に反対していた。ナタリーにふさわしい男になることを条件にフランシスに大学へ行かせる。のちにフランシスを認め、ナタリーとの交際を許した矢先、飛行機事故で帰らぬ身となる。
マリア
ナタリーの父方の叔母（父の妹）。ナタリーの両親が亡くなった際に、ローム家を守るためにフランシスとの仲を反対し、二人を駆け落ちに追いやってしまう。のちに、自分の過ちを後悔しており、ナタリーに謝罪をしている。

### その他の人物
ジョルゼ・ドベルジュ
フランシスの妻。ナタリーと駆け落ちの末に崖から落ちて漂流していた彼を助けたことがきっかけで結婚する。フランシスの記憶が戻らなくても懸命に支え続けていた。良妻賢母であり、一人息子・マルコ（のちのフランシス）と3人で平穏に暮らしていた。しかし、ナタリーとフランシスが恋仲であったこと、そしてフランシスが交通事故に遭い重篤であることを知ると、ショックのあまりに幼いマルコ（のちのフランシス）を残し、海に身を投げ自殺する。葬儀には、フランシスと共に埋葬された。
フローリア・ドベルジュ
ヴォージュがドイツに留学していたときに懇意にしていた家の小間使い。深く愛し合ったが、身分違いのために身を引いた。しかしヴォージュの前から姿を消した時には、彼の子を宿しており、後にフランシスの父を産んでいる。
マダム・クレール
フェランの母親。夫が愛人との間にエドウィンが産まれたことの腹いせに行きずりの男と関係し、フェランを産む。自分のせいで夫が自殺をした事により、精神障害を患って入院した。
ジュリエス・クレール
フェランの弟。風邪気味の時に父親ときつね狩りに行き、誤って池に落ちて死亡した。クレール夫婦のかすがい的存在だったため、彼の死がきっかけで夫婦喧嘩が起こり、父親は死亡、母親は精神病を患うことになった。
ジェラルディ・ハワード
別居しているジェフの妻。H.B.C の大株主の一人娘。ジェフと親しい間柄であるナタリーにきつい態度をとる。
ココ夫妻
エビアンとミルフィーヌの両親。大きな書房を経営している。人当たりが良く仲が良い。ミルフィを溺愛しており甘やかすが、娘の非にはきちんと向き合い、迷惑をかけたナタリーやフランシスに謝罪をした。

## テレビドラマ
東海テレビ制作で、フジテレビ系列で、1997年6月30日から10月3日まで放送された。テレビドラマ版では、あらすじのベースを活かしながら日本の昭和時代に物語の舞台を移している。
本放送以降、長らく視聴やソフト化の機会は無かったが、BS松竹東急にて2023年1月20日から初めて再放送された。

### あらすじ
昭和32年、磐城美百合は茨城県五浦でホテルを経営する裕福な家に生まれる。時を同じくして、家の前に男の赤ん坊の捨て子があった。男児の誕生を切望していた磐城家当主の雄一は、妻さや子を説得し、美百合と男の子を同じ日に生まれた双子として育てることに。美百合と比羅夫（ヒラフ）と名付けられた男の子は、ともに成長。2人は実の兄妹でないことを知ると、愛し合うようになる。

### キャスト
磐城（津田山） 美百合
演 - 大場久美子（第35話～・中年期）／森下涼子（第7話～第34話・高校生～青年期）／大野麻耶（第5話～第6話・中学生）／五十嵐瑞穂（第2話～第4話・小学生）／嶋崎莉菜（第1話～第2話・赤ん坊）
裕福な家庭で育った。祖母の態度などから比羅夫とは血縁がない事に気づいており、両親の事故死間際から、比羅夫と恋愛関係になる。そして周囲の反対などから彼と心中を図るが失敗。一方の比羅夫は行方不明となってしまう。数年後に生存していた彼と福島県相馬で再会するが、比羅夫は当時の記憶を無くしており、身の回りを世話してくれた女性・淳子と結婚し、更に息子（杉彦）を儲けていた事を知ってショックを受ける。レイプ被害に遭ったことがある。成人後は人形作家になっている。一途だが、ややわがままで自分本位な面が見られる。
磐城 比羅夫（古川 峰雄）
演 - 佐藤敦啓（現・佐藤アツヒロ）（第7話～・高校生～青年期）／田中丈資（第5話～第6話・中学生）／清水京太郎（第2話～第4話・小学生）／山内港（第1話～第2話、第22話・赤ん坊）
生後まもなく磐城家の前に捨てられていた所を不憫に思った雄一によって美百合と双子の兄妹として育てられる。しかし彩からは瞳が青い事から嫌われており、邪険な仕打ちを受け、養父母の死後は家を出た。成長後に恋愛関係となった美百合と心中を図り行方不明となる。だが相馬で淳子に救出され、古川峰雄という名で漁師となって淳子と結婚していた。しかし美百合と再会。記憶を取り戻して再び関係を持った事から淳子が自殺。そして台風が近づく中で漁に出てしまい再び行方不明となる。
なお、比羅夫と言う名前は7世紀中期（飛鳥時代）の豪族である阿倍比羅夫に由来する。棚子と在日アメリカ軍兵士の間に生まれた子供。
古川（磐城） 杉彦
演 - 佐藤敦啓（現・佐藤アツヒロ）（二役）（第35話～・青年期）／清水京太郎（二役）（第25話～第34話・幼児）
比羅夫が記憶を無くした際に彼を救出し、身の回りの世話をしてくれた女性・淳子との間に生まれた息子。父にうり二つの姿をしており瞳が青い。幼い頃に母が自殺、父が消息不明となった後は美百合の養子として育てられる。ピアノの演奏に天賦の才があり、小学校卒業後にアメリカに留学した。次第に美百合を一人の女性として愛するようになる。
磐城 彩
演 - 南田洋子
雄一の継母でホテル・「いづら南山荘」の当主。不妊だった為、夫の不倫・愛人の出産など大目に見てきたが、跡取りとして愛人の産んだ雄一を引き取った事から、心に傷を負い、意地悪い性格になってしまう。特に比羅夫を目の敵にしており、雄一とさや子の目の届かない場所でいじめをしたとして、美百合から嫌悪されていて、のちに番頭の悦二郎親子に財産とホテルの実権を奪われ、納戸に押し込まれる日々となったために美百合の元に逃げ込むが、美百合に邪険に扱われた上に迎えに来た悦二郎らに連れ戻される。しかし、悦二郎らの仕打ちの激しさが増したために再び美百合の元に逃げ込み、やむなく保護するために美百合が引き取った。
磐城 さや子
演 - 榊原るみ
美百合の母で比羅夫の養母。ホテルの若女将で、さっぱりした心優しい性格。のちに夫の雄一と旅行先でバス事故に遭い亡くなる。
磐城 雄一
演 - 佐藤仁哉
美百合の父で比羅夫の養父。ホテルの若旦那をしている。幼い頃に実母と引き離されて父の元へ引き取られるが、継母の彩に疎まれた哀しみなどもあり心優しい性格。ホテルの玄関の庭石に置き去りにされていた比羅夫を引き取り、同日に生まれた美百合と双子として育てる。のちに友人の瑞原に語った通りにホテルの新館を開業させるも、妻のさや子と旅行先でバス事故に遭い亡くなる。
船村 伊佐子
演 - 白石まるみ（第35話～・中年期）／八木小織（第5話～第34話・中学生～青年期）
美百合の中学時代からの親友。中学時代から比羅夫に好意を抱くが、嫉妬深い面を持つ。美百合と比羅夫の駆け落ちを手伝おうとするが、比羅夫が石垣と冬美を頼ったことから、自分は除け者にされたと思い裏切る。成人後は出版社に就職して雑誌『ユマニテ』の編集者になり、津田山を美百合に引き合わせた。その後、編集長に出世し、帰国した津田山を雑誌の編集部に復帰させた。
津田山 毅
演 - 五代高之
伊佐子が勤める出版社のカメラマン。伊佐子の紹介で取材対象として美百合と出会い一目惚れする。死んだとされていた比羅夫のことを受け入れた上で、美百合と相思相愛になり、一時は婚約までした。しかし、比羅夫が生きていることがわかり、その縁談も結婚式の前日に破談に。その後、フリーカメラマンとして数年間海外を放浪して帰国した。だが、美百合への想いは変わる事は無く、杉彦の野心を封じ込めるために美百合と結婚する。
大橋 棚子
演 - 新藤恵美
比羅夫の実母。美百合の経営する店にやって来て、「人形に会いに来たい」と申し出る。やがて、美百合に比羅夫の出生の経緯を告白する。製鉄所の社長を務めている夫の隆三（演 - 長谷川哲夫）との間に子供が授からず、姪の真奈美を養女に迎えたいと考えている。
大橋 真奈美
演 - 西島愛
棚子の姪。静岡の出身で、鎌倉の叔母（棚子）の家で下宿している。杉彦に一目惚れするが、叔母と血縁がある事は知らない。
古川 淳子
演 - 田中雅子
記憶をなくした比羅夫の世話をしていた女性。峰雄と名乗った比羅夫と結婚して杉彦を出産した。幸せな日々を送っていたが、比羅夫の消息を知った美百合と出会い、夫（比羅夫）の記憶の取り戻しに協力する。その結果、記憶を取り戻した夫と美百合が只ならぬ所を目撃したために、自ら命を絶った。
石垣 司郎
演 - 仁科貴
比羅夫の高校時代の友人。
冬美
演 - 中山玲
美百合たちがよく行くバー・「フランシス」（その後「きらら」に改名）のママ。比羅夫のはじめての女性で、嫉妬をした美百合から侮辱を受けたりもしたが、酷い目に遭った彼女を比羅夫の依頼で援護。懐が深く、様々な面で彼らのバックアップをおこなっている。
悦二郎
演 - 浜田東一郎
彩の分家筋にあたる遠縁の親戚の男で、ホテルの番頭を務める右腕的存在。雄一とさや子の死後、比羅夫と駆け落ちしようとする美百合の前に立ちはだかり、ふたりを引き離してしまう。息子の日出男を美百合と結婚させようとするが失敗。彼女に逃げられた後は彩を裏切り、財産とホテルの実権を奪い取る。
日出男
演 - 吉満涼太
悦二郎の息子。雄一とさや子の死後、美百合の婚約者として送り込まれるが、逃げられてしまう。その後は父と共にホテルの実権を奪い取っている。
たね
演 - 片岡富枝
ホテルの仲居。比羅夫と美百合の育児などを担当した。
峰子
演 - 水樹奈々
ホテルの若手仲居。
瑞原 北帆
演 - 峰岸徹
美百合が生まれた時にホテルの宿泊客だった日本画家。雄一と親交がある。その後、日本画の大家として画壇のみならず美術界に多大な影響力を持つようになる。行きつけのクラブに飾られた美百合の人形に関心を持ち、後援者となる。

### スタッフ
- 原作 - 一条ゆかり
- 脚本 - 中島丈博、田部俊行、白石マミ
- 演出 - 西本淳一、花堂純次、小林俊一、奥村正彦
- プロデューサー - 鶴啓二郎（東海テレビ）、小林俊一、吉田紀子（彩の会）
- 企画 - 出原弘之
- 音楽 - 菅原サトル（ストロベリーフィールズ）
- 主題歌 - 「愛してる」（作詞・作曲：青山浩志 / 編曲：十川知司 / 歌：バーストフルーツ）
- 演出補 - 菊地光記、林憲昭
- 記録 - 杉谷小百合
- 制作補 - 桐ヶ谷嘉久、深見桂子、鈴木辰明
- 広報 - 近藤眞弓、藤城大子
- 音効 - 篠沢紀雄
- 美術制作 - 北林福夫
- デザイン - 山本修身
- 人形制作 - もろいあやこ（あ夢）
- ピアノ演奏 - 平澤匡朗
- 衣裳 - 杉山正英
- ナレーション - 小山茉美
- 撮影協力 - 伊豆長岡温泉・南山荘、東海観光、長岡ホテル ほか
- 協力 - フォーチュン、フジアール、パークタワーウエスト、第一音響
- 製作 - 東海テレビ、彩の会